# Parafia Przemienienia Pańskiego w Iławie
Parafia Przemienienia Pańskiego – polska rzymskokatolicka parafia położona w Iławie, należąca do diecezji elbląskiej, w dekanacie Iława - Wschód. Parafię prowadzą misjonarze oblaci Maryi Niepokalanej (OMI).